# Consolidated PT-11
El Consolidated Model 21 fue un avión de entrenamiento biplaza estadounidense de los años 30 del siglo XX, construido por Consolidated Aircraft Company. Fue usado por el Cuerpo Aéreo del Ejército de los Estados Unidos con la designación PT-11, y por la Guardia Costera y la Armada estadounidenses bajo la designación N4Y.

## Diseño y desarrollo
El Model 21 era una versión aerodinámicamente más limpia del Model 12/PT-3, siendo una de sus características diferenciadoras las superficies de cola redondeadas en lugar de anguladas. La aeronave era un biplano monomotor con tren de aterrizaje fijo convencional, y acomodaba a dos personas en dos cabinas abiertas.

## Historia operacional
Designado PT-11 por el Cuerpo Aéreo del Ejército de los Estados Unidos, pasó por una serie de variantes de pruebas, pero no fue construido en grandes cantidades. Se construyeron 10 ejemplares del Model 21-C en Canadá (por Fleet Aircraft, subsidiaria de Consolidated), como 21-M para México (versión armada con una ametralladores frontal fija y otra flexible trasera, ambas de 7,62 mm), pero no se construyeron para su uso local.

## Variantes

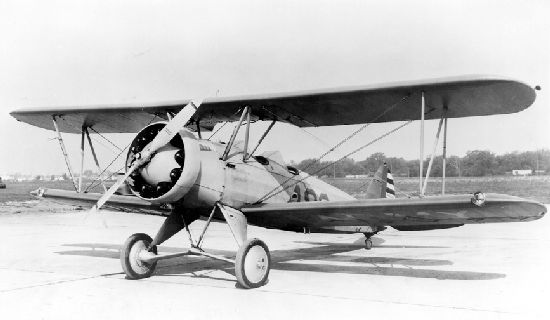
Y1BT-6.

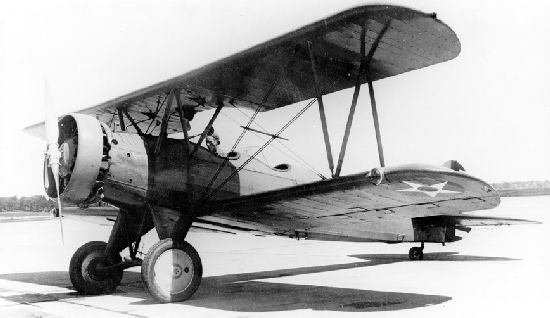
BT-7.

Model 21-A (XPT-933)
Prototipo propulsado por un motor Kinner de 130 kW (170 hp), primer vuelo en febrero de 1931.
Model 21-C
Model 21-A remotorizado con un P&W Wasp A de 300 hp, uno convertido y dos construidos nuevos.
YPT-11
Aeronave de evaluación para el Ejército estadounidense basado en el Model 21-A, con un motor Continental R-545-1 de 123 kW (165 hp), cuatro construidos.
PT-11A
Un YPT-11 fue remotorizado con un Curtiss R-600-1 Challenger de 130 kW (175 hp), originalmente como Y1PT-11A, más tarde convertido al estándar PT-11C.
Y1PT-11B
Un YPT-11 remotorizado con un Kinner YR-720-1 de 160 kW (210 hp). Cinco aeronaves de producción para el Ejército estadounidense y otro para la Guardia Costera estadounidense, designado N4Y-1.
PT-11C
PT-11A remotorizado con un Lycoming YR-680-1 de 130 kW (180 hp). Uno o dos convertidos para el Ejército estadounidense, 18 ejemplares nuevos para Colombia.
PT-11D
Versión de producción con motor R-680-3 de 160 kW (220 hp), designado originalmente Y1PT-11D. 21 construidos nuevos, más cinco conversiones desde Y1PT-11B y dos desde Y1PT-11.
PT-12
Una versión del PT-11 con motor R-985-1 de 300 hp y cambios en detalle, diez construidos, más tarde redesignados BT-7.
Y1BT-6
Un YPT-11 remotorizado con un R-985-1 de 300 hp.
BT-6
Redesignación del Y1BT-6.
BT-7
Redesignación del PT-12.
XN4Y-1
Aeronaves PT-11D de evaluación para la Armada estadounidense, tres construidos.
N4Y-1
Un YPT-11B para la USCG, más tarde modificado al mismo estándar del XN4Y-1.
Fleet 21-M
Model 21-C construido en Canadá con motor P&W Wasp Junior SB de 420 hp, 11 construidos (10 para México, más un demostrador).
Fleet 21-K
Model 21-M con motor Jacobs L-6B de 330 hp, uno convertido (el undécimo 21-M).

## Operadores
Colombia
- Fuerza Aérea Colombiana: 18 PT-11C.

 Estados Unidos
- Cuerpo Aéreo del Ejército de los Estados Unidos
- Guardia Costera de Estados Unidos
- Armada de los Estados Unidos

 Paraguay
- Fuerza Aérea Paraguaya: Model 21-C.

 México
- Fuerza Aérea Mexicana: 10 Model 21-M.

## Especificaciones (PT-11D)
Referencia datos: "The Illustrated Encyclopedia of Aircraft (Part Work 1982-1985)" Orbis Publishing

### Características generales
- Tripulación: Dos
- Longitud: 8,2 m (26,9 ft)
- Envergadura: 9,6 m (31,6 ft)
- Altura: 3 m (9,7 ft)
- Superficie alar: 26 m² (280 ft²)
- Peso vacío: 870 kg (1917,5 lb)
- Peso máximo al despegue: 1173 kg (2585,3 lb)
- Planta motriz: 1× motor radial de nueve cilindros refrigerado por aire Lycoming R-680-3.
  - Potencia: 160 kW (221 HP; 218 CV)

### Rendimiento
- Velocidad máxima operativa (Vno): 190 km/h (118 MPH; 103 kt)
- Techo de vuelo: 4175 m (13 698 ft)

## Aeronaves relacionadas

### Desarrollos relacionados
- Consolidated PT-3

### Secuencias de designación
- Secuencia Numérica (interna de Consolidated): ← 17 - 18 - 20 - 21 - 22 - 23 - 24 →
- Secuencia PT-_ (Entrenadores Primarios del USAAC/USAAF, 1925-1948): ← PT-8 - PT-9 - PT-10 - PT-11 - PT-12 - PT-13 - PT-14 - PT-15 →
- Secuencia BT-_ (Entrenadores Básicos del USAAC/USAAF, 1930-1948): ← BT-3 - BT-4 - BT-5 - BT-6 - BT-7 - BT-8 - BT-9 - BT-10 →
- Secuencia N_Y (Aviones de Entrenamiento de la Armada estadounidense, 1922-1946 (Consolidated, 1926-1954)): NY - N2Y - N3Y - N4Y